# أكيم فيدلر
أكيم فيدلر (بالألمانية: Achim Fiedler)‏ هو موزع ألماني، ولد في 1965 في شتوتغارت في ألمانيا.

## وصلات خارجية
- أكيم فيدلر على موقع ميوزك برينز (الإنجليزية)
- أكيم فيدلر على موقع ديسكوغز (الإنجليزية)